# Farvel Amerika!
Farvel Amerika! (russisk: Прощай, Америка!) er en sovjetisk film fra 1951 af Aleksandr Dovsjenko.

## Medvirkende
- Liliya Gritsenko som Anna Bedford
- Nikolaj Gritsenko som Armand Khauord
- Aleksandr Polinskij som Marrou
- Grigorij Kirillov som Walter Scott
- Vjatjeslav Gostinskij som Fransis Darlington